# Macarronea
Se llama macarronea a una composición en verso escrita en estilo burlesco en la que se mezclan palabras de diversos idiomas, términos extravagantes, palabras comunes latinizadas, etc. 
Las Macarronea de Merlin Cocayo también conocido como Teófilo Folengo, se considera una obra excelente en su género al mezclar voces latinas e italianas. Parece que le dio nombre partiendo de la pasta italiana macarrones a base de harina, huevos y queso.